# 반부패국민운동연합
반부패국민운동연합(약칭 '반부련')은 OECD 중 청렴도가 최하위 수준인 대한민국의 부패를 낮추기 위해 민간 차원에서 시작된 운동이다. 사무실은 서울특별시 송파구 가락동 79-5, 밀리아나2 빌딩 403호에 있다.

## 연혁
2011년 7월 22일 프레스센터 19층 기자회견장에서 발기인대회를 갖고 창립을 준비해, 8월 26일 세종문화회관 세종홀에서 창립총회를 가졌다.

## 설립 목적
국·내외적 부패 현상을 예방하고 척결하기 위해 반부패운동을 전국적으로 전개하며, 정치·경제·사회·문화 등 모든 분야에 걸친 전방위적인 반부패 운동을 전개한다. 이를 위해 반부패 교육과 부패 현상의 공론화, 부패현상의 원인 및 반부패정책, 그리고 정부혁신에 관련된 연구, 조사, 교육을 도모하고 회원 상호간에 친목과 협력을 증진함을 목적으로 한다.

## 조직
상임의장으로 손봉호 서울대 명예교수가 위촉된 이 단체에는 그 외에도 상임부의장으로 김동건 버텍스엘시디 코리아 사장, 김준규 변리사, 서석구 변호사, 송대성 세종연구소 소장, 양산 논산 개퇴사 주지, 오필환 한국부패학회 회장, 정일화 전 기독교언론인회 회장, 조성철 한국사회복지사협회 회장 등이 참여했다.